# Holme (Meland)
Holme este o localitate din comuna Meland, provincia Hordaland, Norvegia, cu o suprafață de 0,53 km² și o populație de 893 locuitori (2013).